# Palminópolis
Palminópolis is een gemeente in de Braziliaanse deelstaat Goiás. De gemeente telt 3.761 inwoners (schatting 2009).